# دوري الدرجة الأولى الأرجنتيني 1934
دوري الدرجة الأولى الأرجنتيني 1934 (بالإسبانية: Campeonato de Primera División 1934)‏ هو الموسم 4 من  دوري الدرجة الأولى الأرجنتيني. الذي يشرف على تنظيمه اتحاد الأرجنتين لكرة القدم، وكان عدد الأندية المشاركة فيه  14، وفاز فيه بوكا جونيورز.